# Pyrolaceae
Famille
Classification APG III (2009)
Les Pyrolacées constituent une famille de plantes dicotylédones qui a autrefois regroupé les Chimaphila, Moneses, Orthilia, et Pyrola et parfois aussi les huit genres anciennement habituellement placés dans la famille des Monotropaceae.
Ce sont des plantes herbacées des zones froides et tempérées même si quelques-unes se trouvent dans les zones tropicales.
Selon Watson & Dallwitz, cette famille comprend 30 espèces réparties en 3 genres :
- Chimaphila Pursh
- Moneses Salisb. ex S.F. Gray
- Pyrola L.

Selon ITIS [25 novembre 2017] les genres et espèces de cette famille font actuellement partie des Ericaceae, et restent regroupés au sein de la tribu des Pyroleae.
En effet, pour la classification phylogénétique, cette famille n'existe pas : ces plantes sont incorporées dans les Ericaceae. Elles se distinguent cependant formellement de la majorité des éricacées par le fait qu'elles ne sont pas ligneuses, leurs tiges et port évoquant ceux des herbacées.
La dénomination anglaise de wintergreen est partagée par plusieurs autres plantes et provient du fait qu'elles ont des feuilles persistantes. La plupart des espèces produisent dans leurs feuilles une huile essentielle à l'odeur caractéristique (« wintergreen oil » pour les anglophones).

## Description
Les fleurs sont régulières, le plus souvent à cinq sépales, cinq pétales, et 10 anthères.
Les fruits sont des capsules.

## Liste des genres
- Chimaphila Pursh
- Orthilia Raf.
- Pyrola L.